# Speak No Evil (film, 2022)
Speak No Evil är en dansk-nederländsk skräckfilm från 2022 i regi av Christian Tafdrup. Denna film är, förutom i Danmark, även inspelad i Nederländerna och Italien, där alla skådespelare mestadels pratar engelska (med undantag för vissa scener på danska och nederländska).
Filmen hade biopremiär i Sverige den 18 november 2022, utgiven av NonStop Entertainment.

## Handling
Filmens handling kretsar kring det danska paret Bjørn och Louise, som reser hela vägen ner till Nederländerna för att besöka ett nederländskt par vid namn Patrick och Karin, som de har lärt känna på en tidigare semester. Men när paret väl har anlänt till destinationslandet, börjar de märka att saker och ting inte riktigt står rätt till. Och det ska senare visa sig, att Patrick och Karin har planerat otroligt hemska saker för sina danska gäster, vilket senare ska komma att eskalera till den allra högsta grad.

## Rollista
- Morten Burian – Bjørn
- Sidsel Siem Koch – Louise
- Fedja van Huêt – Patrick
- Karina Smulders – Karin
- Liva Forsberg – Agnes
- Marius Damslev – Abel
- Hichem Yacoubi – Muhajid

## Nyinspelning
I augusti 2024 beräknas en amerikansk nyinspelning, vars titel också är Speak No Evil, att ha premiär. Personen som kommer att ansvara för den filmens regi är James Watkins.